# Когогина, Альфия Гумаровна
Альфия Гумаровна Когогина (род. 22 февраля 1968, Зеленодольск, Татарская АССР) — российский политический и государственный деятель, депутат Государственной Думы VI созыва, VII созыва и VIII созыва, член фракции «Единая Россия», первый заместитель председателя Комитета Государственной Думы по малому и среднему предпринимательству, федеральный координатор партийного проекта «Предпринимательство».
За поддержку российской войны против Украины находится под персональными международными санкциями всех стран Европейского союза, Великобритании, США, Канады, Швейцарии, Австралии, Украины, Новой Зеландии.

## Биография
В 1991 году окончила Казанский государственный университет им. Ленина по специальности «Экономическая кибернетика», далее окончила Академию Народного хозяйства при Правительстве РФ по специальности «Маркетинг и управление продажами» (магистр делового администрирования).
С 1992 года — экономист Зеленодольского проектно-конструкторского бюро. Далее — главный специалист, заместитель заведующего отделом, зав. отделом экономики, финансового анализа и прогнозирования администрации Зеленодольского района и города Зеленодольска.
В 1999 году назначена заместителем директора Центра экономических и социальных исследований при Кабинете Министров Республики Татарстан. Работала заместителем председателя Госкомстата Республики Татарстан, заместителем руководителя территориального органа Госкомстата России.
С 2002 года в ОАО «КАМАЗ»: директор по лизингу и развитию продаж, затем — генеральный директор ОАО "Лизинговая компания «КАМАЗ».
С 2011 года депутат Государственной Думы шестого созыва, член комитета по промышленности.
В 2016 году по итогу предварительного голосования избрана депутатом Государственной Думы седьмого созыва по Набережно-Челнинскому одномандатному избирательному округу № 29. Являлась заместителем председателя Комитета Госдумы по экономической политике, промышленности, инновационному развитию и предпринимательству, председателем Экспертного совета по инновационному развитию автомобильной промышленности и специализированной техники при Комитете Госдумы, председателем Экспертного совета по развитию монопрофильных муниципальных образований (моногородов) Российской Федерации[источник?]. Курирует направление развития моногородов федерального партийного проекта «Локомотивы роста» партии «Единая Россия»[источник?].
В качестве депутата Государственной Думы VI и VII созывов, выступила соавтором 121 законодательных инициатив и поправок к проектам федеральных законов.
В 2021 году избрана депутатом Государственной Думы восьмого созыва по Набережно-Челнинскому одномандатному избирательному округу № 29. Первый заместитель председателя Комитета Государственной Думы по малому и среднему предпринимательству. Федеральный координатор партийного проекта «Предпринимательство».

## Международные санкции
Из-за нарушения территориальной целостности и независимости Украины во время российско-украинской войны находится под персональными международными санкциями разных стран.
23 февраля 2022 года внесена в санкционные списки стран Евросоюза за действия и политику, которые подрывают территориальную целостность, суверенитет и независимость Украины и еще больше дестабилизируют Украину.
24 февраля 2022 года включена в санкционный список Канады «близких соратников режима» за голосование о признании независимости «так называемых республик в Донецке и Луганске».
24 марта 2022 года, на фоне вторжения России на Украину, попала в санкционный список США за «соучастие в войне Путина» и «поддержку усилий Кремля по вторжению в Украину», Госдеп США заявил что депутаты Госдумы используют свои полномочия для преследования инакомыслящих и политических оппонентов, нарушают свободу информации, ограничивают права человека и основные свободы граждан России.
По аналогичным основаниям, с 25 февраля 2022 года находится под санкциями Швейцарии. С 26 февраля 2022 года находится под санкциями Австралии. С 15 марта 2022 года находится под санкциями Великобритании. Указом президента Украины Владимира Зеленского с 7 сентября 2022 года находится под санкциями Украины. С 12 октября 2022 года находится под санкциями Новой Зеландии.

## Состояние
В 2014 году задекларировала 6 502 289,64 рублей дохода, а её муж 40 124 706,08 рублей.

## Личная жизнь
От первого брака у неё остались сыновья Тимур и Даниял.
Второй муж — Сергей Анатольевич Когогин (род. 16 ноября 1957), российский промышленник и государственный деятель, генеральный директор ПАО «КАМАЗ». От него в 2009 году родился сын Максим.

## Награды
- Благодарность Правительства Российской Федерации (20 августа 2015 года) — за заслуги в законотворческой деятельности и многолетний добросовестный труд[17]
- Медаль «МПА СНГ. 25 лет» (27 марта 2017 года, Межпарламентская ассамблея СНГ) — за заслуги в деле развития и укрепления парламентаризма, за вклад в развитие и совершенствование правовых основ функционирования Содружества Независимых Государств, укрепление международных связей и межпарламентского сотрудничества[18]